# グレンビュー駅
グレンビュー駅（英語：Glenview station）は、イリノイ州グレンビュー村のデポット・ストリート1116にある駅。

## 利用可能な鉄道路線／列車
アムトラックのグレンビュー駅に停車する列車は下記の通り。
シアトル・ポートランドとシカゴ間の夜行長距離列車エンパイア・ビルダー号…1日1往復停車（当駅にはシアトル-シカゴ間・ポートランド-シカゴ間の編成とも停車  スポケーン駅にてシアトル編成&ポートランド編成と 連結/切り離し）
ミルウォーキーとシカゴ間の昼行短距離列車ハイアワサ・サービス…1日7往復停車
メトラの発着路線は下記の通り。
フォックス・レイク駅とシカゴ・ユニオン駅を結ぶメトラミルウォーキー地区・ノースライン